# 大相撲平成28年7月場所
大相撲平成28年7月場所（おおずもうへいせい28ねん7がつばしょ）は、2016年7月10日から7月24日まで愛知県体育館で開催された大相撲本場所。
幕内最高優勝は横綱・日馬富士公平（13勝2敗・4場所ぶり8回目）。

## 場所前の話題など
- 番付発表は2016年6月27日。
- 先場所、初日から12連勝をするなどして、優勝した白鵬に次ぐ13勝の星を挙げた稀勢の里が先場所に続いて2場所連続で綱とりに挑むとあって、その取組に期待された[1]。
- 横綱・白鵬は今場所13番勝てば千代の富士、魁皇に次ぐ史上3人目の通算1000勝を達成するとあって、その取組に注目された。[2]

## 番付・星取表
| 東       | 東         | 東               | 番付   | 西         | 西         | 西     |
| 四股名   | 成績       | 結果             | 番付   | 四股名     | 成績       | 結果   |
| -------- | ---------- | ---------------- | ------ | ---------- | ---------- | ------ |
| 白鵬     | 10勝5敗    |                  | 横綱   | 鶴竜       | 2勝2敗11休 |        |
| 日馬富士 | 13勝2敗    | 優勝             | 横綱   |            |            |        |
| 稀勢の里 | 12勝3敗    | 優勝次点         | 大関   | 琴奨菊     | 1勝6敗8休  |        |
| 豪栄道   | 7勝8敗     |                  | 大関   | 照ノ富士   | 8勝7敗     |        |
| 魁聖     | 7勝8敗     |                  | 関脇   | 栃ノ心     | 6勝9敗     |        |
| 琴勇輝   | 2勝13敗    |                  | 小結   | 髙安       | 11勝4敗    | 技能賞 |
| 御嶽海   | 5勝10敗    |                  | 前頭1  | 栃煌山     | 8勝7敗     |        |
| 隠岐の海 | 8勝7敗     |                  | 前頭2  | 宝富士     | 10勝5敗    | 敢闘賞 |
| 大砂嵐   | 0勝1敗14休 |                  | 前頭3  | 妙義龍     | 7勝8敗     |        |
| 松鳳山   | 5勝10敗    |                  | 前頭4  | 勢         | 5勝10敗    |        |
| 正代     | 9勝6敗     |                  | 前頭5  | 嘉風       | 10勝5敗    | 殊勲賞 |
| 碧山     | 8勝7敗     |                  | 前頭6  | 遠藤       | 3勝12敗    |        |
| 逸ノ城   | 9勝6敗     |                  | 前頭7  | 大翔丸     | 7勝8敗     |        |
| 千代鳳   | 9勝6敗     |                  | 前頭8  | 豪風       | 6勝9敗     |        |
| 千代の国 | 8勝5敗2休  |                  | 前頭9  | 蒼国来     | 6勝9敗     |        |
| 貴ノ岩   | 12勝3敗    | 優勝次点、敢闘賞 | 前頭10 | 佐田の海   | 7勝8敗     |        |
| 豊ノ島   | 全休       |                  | 前頭11 | 大栄翔     | 5勝10敗    |        |
| 玉鷲     | 9勝6敗     |                  | 前頭12 | 德勝龍     | 6勝9敗     |        |
| 豊響     | 7勝8敗     |                  | 前頭13 | 安美錦     | 全休       |        |
| 輝       | 7勝8敗     |                  | 前頭14 | 錦木       | 9勝6敗     |        |
| 北磻磨   | 6勝9敗     |                  | 前頭15 | 佐田の富士 | 4勝11敗    |        |
| 荒鷲     | 9勝6敗     |                  | 前頭16 |            |            |        |

## 優勝争い
先場所11番に終わった横綱・鶴竜は3日目に前頭の栃煌山に不覚を取り、4日目から腰と左足首の痛みの影響で休場した。5場所ぶりの優勝を狙う日馬富士も3日目に平幕の隠岐の海に敗れた。大関陣は琴奨菊は初日から4連敗を喫するなどして6日目を終わって1勝5敗と絶不調。7日目から左膝を痛め休場した。豪栄道は7番に終わり負け越し。秋場所を角番の場所として迎えることになった。
そして、38回目の優勝を狙う白鵬と2場所連続の綱とりに挑む稀勢の里・角番の照ノ富士、さらに平幕の嘉風・逸ノ城・千代鳳・荒鷲の7人が初日から4連勝とした。しかし5日目、白鵬が宝富士の小手投げにあっさり転がされるなど、逸ノ城を除く全勝の力士が全員敗れ、特に白鵬は春場所2日目から続いていた連勝が33でストップした。5日目を終わり早くも全勝は逸ノ城のみとなった。その逸ノ城も6日目に敗れ、早くも6日目に全勝力士が消えた。中日を終えて1敗で白鵬・日馬富士・稀勢の里・高安、2敗で宝富士・嘉風・逸ノ城・佐田の海という状況になった。9日目、1敗の両横綱は、日馬富士が嘉風の叩き込みに屈すると、続く白鵬も土俵上に落ちていたさがりに足を取られたか、自らバランスを崩して転倒してしまい、そろって2敗目を喫してしまった。そのため、1敗で稀勢の里・高安、2敗で白鵬・日馬富士・宝富士・嘉風という状況になった。翌10日目は稀勢の里が松鳳山の変化にバッタリ倒れ、さらに1敗の高安－2敗の日馬富士の取組で1敗の高安が敗れたため、1敗力士が消えた。そして、10日目を終えて2敗で両横綱と稀勢の里・高安・宝富士の5人が先頭に立つという混戦模様になった。翌11日目に高安－宝富士の2敗同士の取組が組まれ、高安が勝利。11日目を終えて2敗で両横綱と稀勢の里・高安という状況になった。翌12日目は高安が嘉風に、白鵬が照ノ富士にそれぞれ敗れ3敗に後退。12日目を終え2敗は日馬富士と稀勢の里のみとなった。2人だけとなった2敗力士は翌13日目に直接対決となり、日馬富士が勝利し、2敗は日馬富士のみとなり、今場所初めて単独トップに立った。一方稀勢の里は横綱昇進が遠のく3敗となった。翌14日目は白鵬－稀勢の里の3敗同士の対戦が組まれ、稀勢の里が土俵際の突き落としで勝利。2敗の日馬富士も豪栄道に勝利した。14日目を終えて2敗で日馬富士、3敗で稀勢の里と平幕の貴ノ岩という状況になり、この3人が千秋楽まで優勝を争うこととなった。14日目を終えて友綱審判副部長は相撲内容が良くないために決定戦になっても勝って優勝以外では横綱昇進は厳しいとの見解を示していた。そして千秋楽。3敗の貴ノ岩は嘉風は寄り切って勝利し、優勝争いに残った。もう1人の3敗の稀勢の里は豪栄道を押し出して勝利し、3敗を死守した。そして結び。白鵬－日馬富士は日馬富士が勝てば日馬富士が4場所ぶり8回目の優勝、白鵬が勝てば日馬富士・稀勢の里・貴ノ岩の3人での優勝決定巴戦という状況だったが、日馬富士が寄り切りで勝利し、4場所ぶり8回目の優勝を決めた。一方稀勢の里は優勝を逃したが、優勝次点の成績だったことが評価され、秋場所も綱とりの場所となることが明言された。
三賞だが、殊勲賞は優勝した日馬富士を破った嘉風が7場所ぶり2回目の受賞、敢闘賞は最後まで優勝を争った貴ノ岩と、中盤まで優勝を争い、白鵬の連勝を止めた宝富士がいずれも初めて受賞した。技能賞は終盤まで優勝を争った高安が初めて受賞した。

## トピック
- 白鵬は今場所、横綱昇進後の皆勤した場所としてはワーストタイの10勝となり、今場所での千代の富士・魁皇に次ぐ史上3人目の通算1000勝の達成はならなかったが、今場所も様々な記録を更新した。
  - 初日に小結・高安を寄り切って、横綱勝利700勝を記録した[7]。
  - 3日目に御嶽海を寄り切って、初顔への連勝を玉錦に並ぶ史上2位の28とした[8]。
  - 中日に松鳳山を送り出して、幕内勝利900勝を記録した[9]。
  - 10日目には栃ノ心を破って初顔合わせから23連勝の歴代2位タイ記録を更新した[10]。
- 2日目までの中入り後取組の発表後に幕内力士1名が休場を決めたため、2日目の中入り後取組が割り返しとなり、全20番中7番が変更された[11]。
- 3日目には鶴竜が栃煌山に、日馬富士が隠岐の海にそれぞれ金星を配給したが、1日に2人の横綱が金星を配給するのは1999年9月場所11日目に武蔵丸が湊富士に、若乃花勝が琴ノ若にそれぞれ敗れて以来17年ぶりの事であった[12][13]。
- 14日目には佐田の海の7場所連続負け越しが決まり、幕内のワースト記録を更新した[14]。
- 今場所は三賞受賞者が4人（高安・宝富士・嘉風・貴ノ岩）出たが、これは2012年5月場所に4人（豪栄道・妙義龍・旭天鵬・栃煌山）出て以来、4年ぶりの事であった[15]。
- 今場所は15日間満員御礼となったが、名古屋場所としては2年連続の満員御礼となった。入場券完売を表す「札止め」は昨年より3日間多い11日間だった。一方、懸賞の本数は1478本で、昨年の1509本を下回った。これは、横綱・鶴竜と大関・琴奨菊が途中休場した影響だと思われる[16]。
- 場所後の7月31日、元横綱・千代の富士（九重親方）が死去。61歳没[17]。また、九重親方の死去に伴い、8月2日に佐ノ山親方（元大関千代大海）が年寄名跡「九重」を継承・襲名し、九重部屋を継承した[18]。また、年寄名跡「佐ノ山」は千代鳳が取得した[19]。
- 8月9日、日本相撲協会の評議員会が、鶴田卓彦評議員の退任に伴い、海老沢勝二を新しい評議員に選任した[20]。
- 8月25日、元小結の時天空が引退し、年寄「間垣」を襲名した[21]。

## 各段優勝・三賞
※四股名は2016年7月場所当時のもの。
| タイトル     | タイトル     | 四股名       | 地位           | 成績    | 部屋         | 出身                     | 回数・備考               |
| ------------ | ------------ | ------------ | -------------- | ------- | ------------ | ------------------------ | ------------------------ |
| 幕内最高優勝 | 幕内最高優勝 | 日馬富士公平 | 東横綱2        | 13勝2敗 | 伊勢ヶ濱部屋 | モンゴル・ゴビ・アルタイ | 4場所ぶり8回目           |
| 三賞         | 殊勲賞       | 嘉風雅継     | 西前頭5枚目    | 10勝5敗 | 尾車部屋     | 大分県佐伯市             | 5場所ぶり2回目           |
| 三賞         | 敢闘賞       | 宝富士大輔   | 西前頭2枚目    | 10勝5敗 | 伊勢ヶ濱部屋 | 青森県北津軽郡中泊町     | 初受賞                   |
| 三賞         | 敢闘賞       | 貴ノ岩義司   | 東前頭10枚目   | 12勝3敗 | 貴乃花部屋   | モンゴル・ウランバートル | 初受賞                   |
| 三賞         | 技能賞       | 髙安晃       | 西小結         | 11勝4敗 | 田子ノ浦部屋 | 茨城県土浦市             | 初受賞                   |
| 十両優勝     | 十両優勝     | 天風健人     | 西十両11枚目   | 13勝2敗 | 尾車部屋     | 香川県仲多度郡琴平町     | 初優勝                   |
| 幕下優勝     | 幕下優勝     | 竜勢昇太     | 西幕下44枚目   | 7戦全勝 | 鏡山部屋     | 東京都葛飾区             |                          |
| 三段目優勝   | 三段目優勝   | 朝興貴祐貴   | 西三段目16枚目 | 7戦全勝 | 高砂部屋     | 兵庫県高砂市             |                          |
| 序二段優勝   | 序二段優勝   | 木崎信志     | 東序二段38枚目 | 7戦全勝 | 木瀬部屋     | 沖縄県うるま市           | 池川との優勝決定戦に勝利 |
| 序ノ口優勝   | 序ノ口優勝   | 周志大和     | 西序ノ口15枚目 | 7戦全勝 | 木瀬部屋     | 奈良県奈良市             |                          |